# Heilbronn
Heilbronn (tiếng Đức: [haɪ̯lˈbʁɔn] ⓘ) là một thành phố tại bang Baden-Württemberg, nước Đức. Thành phố này có diện tích 99,88 km2, dân số cuối năm 2006 là 121.989 người. Thành phố nằm bên sông Neckar. Huyện cùng tên bao quanh hoàn toàn thành phố này.